# Žorž Luj Lekler de Bifon
Žorž Luj Lekler, grof de Bifon (fr. Georges-Louis Leclerc, Comte de Buffon; Montbard, 7. septembar 1707. – Pariz, 16. april 1788), francuski prirodnjak, matematičar, kosmolog i enciklopedista.
Njegovi su radovi uticali na sledeće dve generacije prirodoslovaca, uključujući i Žana Batista Lamarka i Žorža Kivjea. Tokom života Bifon je objavio trideset i šest tomova svog kapitalnog dela Histoire Naturelle, a tokom sledećih dvadeset godina nakon njegove smrti, objavljeni su i dodatni tomovi na temelju beleški i daljih istraživanja. Govorilo se da je Bifon „istinski otac svog znanja u prirodoslovlju u drugoj polovini 18. veka”.
Bifon je obavljao dužnost intendanta (direktora) glavnog pariskog botaničkog vrta Jardin du Roi, danas zvanog Jardin des Plantes.

## Detinjstvo i mladost
Žorž Luj Lekler (kasnije grof de Bifon) rođen je u Montbardu, u provinciji Burgonja od oca Benžamina Fransoe Leklera, nižeg lokalnog činovnika na dužnosti oporezivanja soli i majke An-Kristine Marlin takođe iz porodice državnih službenika. Žorž je dobio ime po stricu njegove majke Žoržu Blajsotu, zemljišnom porezniku Vojvode od Savoje. Godine 1714. Blajsot umire bez potomaka, te prepušta pozamašno bogatstvo sedmogodišnjem Žoržu Luju. Negov otac Benžamen potom kupuje imanje zajedno s obližnjim selom Bifonom, te se seli sa porodicom u Dižon gde je stekao važne pozicije u javnom životu kao i mesto u gradskom parlamentu. Žorž je od svoje desete godine pohađao jezuitski koledž u Godransu u Dižonu. Od 1723. do 1726. studirao je pravo u Dižonu, kao preduslov za nastavak porodične tradicije rada u državnim službama. Godine 1728. Žorž napušta Dižon kako bi studirao matematiku i medicinu na Univerzitetu u Anžeu u Francuskoj. u Anžeu 1730. godine upoznaje mladog Engleza Evelina Pjerponta drugog vojvodu od Kingstona na svome putovanju Evropom, te putuje oko godinu i po dana u njegom društvu zajedno s njegovom bogatom svitom celom južnom Francuskom i delom Italije. Tokom ovog razdoblja njegovog života kruže mnoge, iako nedokumentovane glasine o dvobojima, otmicama i tajnim putovanjima u Englesku. Godine 1732, nakon smrti majke i skorog drugog braka njegovog oca, Žorž odlazi iz Kingstona i vraća se u Dižon kako bi osigurao svoje nasledstvo. Dodavši svom imenu titulu „de Bifon” dok je putovao u društvu engleskog vojvode, Žorž ponovo kupuje selo Bifon, kojeg je njegov otac u međuvremenu prodao. S bogatstvom od otprilike 80 000 francuskih livra Bifon se seli u Pariz i počinje da se bavi naukom, ponajprije matematikom i mehanikom, kao i povećanjem svog bogatstva.

## Karijera
Godine 1732. Bifon se seli u Pariz, gdje upoznaje Voltera i druge intelektualce. Svoje prve doprinose daje području matematike. U svom delu „Sur le jeu de franc-carreau”, uvodi integralni račun u teoriju verovatnoće; problem Bifonove igle u teoriji verovatnoće nosi ime po njemu. Godine 1734. postao je član Francuske akademije nauka. U tom je razdoblju održavao korespondenciju sa švajcarskim matematičarem Gabrielom Kramerom.
Njegov zaštitnik Maurepas dao je 1733. molbu Akademiji nauka da izvrši istraživanja na drvu za izgradnju brodova. Nedugo zatim Bifon započinje dugotrajno istraživanje, izvevši neke od najopsežnijih testova do danas na mehaničkim svojstvima drva. Istraživanje je obuhvaćalo niz testova kojima su se uspoređivala svojstva malih uzoraka drva s istim uzorcima drva velikih dimenzija. Nakon što je brižljivo testirao više od hiljadu malih uzoraka bez čvorova i drugih nedostataka, Bifon zaključuje da je nemoguće ekstrapolirati rezultate na uzorke trupaca u punoj veličini, te započinje niz testova na uzorcima velikih dimenzija.
Godine 1739. postavljen je za voditelja pariskog botaničkog vrta Jardin du Roi uz pomoć Maurepasa i ostaje na tom položaju do kraja života. Bifon je tranformisao Jardin du Roi u važni istraživački centar i muzej. Takođe mu je povećao površinu, tako što je isposlovao kupovinu dodatnih parcela terena, te je bio uspešan u nabavi novih botaničkih i zooloških primeraka iz celog sveta.
Zahvaljujući svom talentu u pisanju, dobio je poziv da se pridrži drugoj velikoj pariskoj akademiji Académie française 1753. godine. U svojem Discours sur le style („Diskurs o stilu”), koji je izrekao pred članovima Académie française, Bifon tvrdi: „Dobro pisanje se sastoji od dobrog razmišljanja, dobrih osećaja i dobrog izražavanja s jasnoćom u umu, duši i ukusu... stil je sam čovek” (fra.: „Le style c'est l'homme même”). Na žalost po njega, Bifonova reputacija izražajnog literata dala je razloga za kritiku i njegovim protivnicima: matematičar Žan le Ron d'Alamber ga je, na primer, zvao „velikim frazerom”.
Godine 1752. Bifon se venčao s Mari-Fransoaz de Sen-Belin-Malen, mladom pripadnicom osiromašene plemićke porodice iz Burgundije, koja je bila upisana u manastirsku školu koju je vodila njena sestra. Drugo dete gospođe Bifon, sin rođen 1764, preživio je detinjstvo, ali majka umire pet godina kasnije. Nakon što se Bifon 1772. ozbiljno razboleo i nakon što je postalo nemoguće da se obistini njegovo obećanje svom sinu da ga nasledi i postane direktorom Jardin du Roi, francuski kralj podiže Bifonov posed u Burgundiji na rang grofovije, stoga on (i njegov sin) dobijaju titulu grofa. Bifon je 1782. izabran za stranog počasnog člana Američke akademije nauka i umetnosti. Bifon umire u Parizu 1788. godine.

## Publikacije
Bifonovo kapitalno delo Histoire naturelle, générale et particulière (1749.–1788.: u 36 tomova i dodatnim tomom napisanim na temelju njegovih beleški iz 1789) je u početku bilo zamišljeno da pokrije sva tri „carstva” prirode, ali Histoire naturelle se ograničio na opis životinjskog carstva i carstva minerala. „Pisano briljantnim stilom, ovo je delo pročitala...svaka obrazovana osoba u Evropi”. Osobe koje su pružile pomoć Bifonu u realizaciji ovog velikog dela su Luj-Žan-Mari Daubenton, Filibert Gveno de Montbejlard, i Gabriel-Leopold Bekson, kao i mnogi ilustratori. Bifonova Histoire naturelle je prevedena na mnoge jezike, što ga čini jednim od najčitanijih autora tog doba, u konkurenciji s autorima kao Monteskje, Ruso i Volter.
U početnim delovima Histoire naturelle Bifon dovodi u pitanje korisnost matematike, iznosi kritike Lineovog taksonomskog pristupa proučavanju prirode, opisuje istoriju nastajanja Zemlje s vrlo malo poveznica na Bibliju, i predlaže teoriju razmnožavanja protivnu prevalentnoj teoriji preformacionizma. Prvi tomovi su naišli na osudu Teološkog fakulteta na Sorboni. Bifon je objavio retrakciju, ali je nastavio objavljivati uvredljive tomove bez ikakvih promena.
Tokom svojih proučavanja životinjskog sveta, Bifon je primetio da uprkos sličnim stanišnim uslovima, različite regije imaju različite vrste biljaka i životinja. Taj se koncept danas naziva Bifonov zakon. Smatra se da je to bio prvi koncept biogeografije. Izneo je pretpostavku da se vrste mogu „poboljšati” ili „degenerisati” nakon što se rasprše iz centra kreacije. U 14. tomu tvrdi da su se sve četvoronožne životinje na Zemlji razvile od izvorne grupe od samo trideset i osam vrsta četvoronožaca. Na temelju tih tvrdnji, Bifon se ponekad smatra „transformistom” i Darvinovim pretečom. Takođe je konstatovao da su klimatske promene mogle da olakšaju širenje vrsta celim svetom iz njihovog centra nastanka. Ipak, tumačiti njegove ideje na tu temu nije jednostavno, pošto se on na tu temu vraćao mnogo puta tokom svog rada.
Bifon je razmatrao sličnosti između čoveka i majmuna, ali je na kraju odbacio mogućnost zajdničkog pretka. Raspravljao je s Džejmsom Barnetom, lordom od Monboda, o vezi između primata i čoveka. Monbodo je insistirao suprostavljajući se Bifonu, na bliskom srodstvu čoveka s ostalim primatima
U jednom trenutku, Bifon je predložio teoriju da je priroda Novog Sveta inferiorna onoj u Evroaziji. Tvrdio je da u Amerikama nedostaju veliki i moćni stvorovi i da su čak i ljudi manje muževni od onih evropskih. Pripisivao je ovu inferiornost močvarnom smradu i gustim šumama na američkom kontinentu. Ove su primedbe toliko razbesnele Tomasa Džefersona da je poslao dvadeset vojnika u šume Nju Hempšira da uhvate losa za Bifona kao dokaz o „snazi i veličanstvenosti američkih četveronožaca”. Bifon je kasnije priznao svoju grešku.
U delu Les époques de la nature (1778) Bifon raspravlja o postanku Sunčevog sistema, pretpostavljajući da su planete nastale udarom kometa sa Suncem. Navodio je i da je Zemlja nastala mnogo ranije od 4004. p. n. e., vreme koje je odredio nadbiskup Džejms Ašer na temelju bibilijskih zapisa. Na bazi merenja stopa hlađenja gvožđa testiranih u svom laboratoriji Petit Fontenet u Montbardu, izračunao je da je starost Zemlje od oko 75 000 godina. Još jednom, njegove su ideje naišle na osudu teologa sa Sorbone, i još jednom Bifon je bio prisiljen da porekne svoje tvrdnje kako bi izbegao probleme.

## Proučavanje rasa
Bifon i Johan Blumenbah su verovali u monogenizam, ideju da sve rase imaju jedinstveno poreklo. Verovali su takođe i u „teoriju degeneracije” rasnog porekla. Obojica su tvrdili da su Adam i Eva bili belci i da su druge rase nastale kroz degeneraciju izazvanu ambijentalnim faktorima, kao što su izloženost suncu ili loša prehrana. Takođe su verovali da se taj proces degeneracije može obrnuti, ako se preduzmu odgovarajuće mere kontrolisanja okoline, te da se svi savremeni oblici čoveka mogu ponovo vratiti u izvorni oblik bele rase.
Bifon i Blumenbah su tvrdili da je jača pigmentacija kože posledica toplote tropskog sunca i sugerirali su da je hladan vetar uzrok zlatnosmeđe boje kože u Eskima. Verovali su da Kinezi imaju relativno svetlu kožu u odnosu na druge azijske narode, jer su obitavali uglavnom u gradovima i tako se zaštitili od uticaja okoline. Bifon je tvrdio da loša hrana i određeni načini života uzrokuju degeneraciju rasa i tako ih čine različitim od izvorne bele rase.
Verovao je da je čovečanstvo staro samo 6000 godina (vreme od nastanka Adama do danas). Verujući u monogenizam, Bifon je mislio da se boja kože može promeniti za vreme trajanja jednog ljudskog života, zavisno o klimatskih uslova i prehrane.
Bifon je u svom delu Histoire Naturelle zagovarao azijsku hipotezu, prema kojoj je tumačio da se mesto nastanka čoveka mora nalaziti u umerenom pojasu. Pošto je verovao da se u dobrim klimatskim uslovima razvijaju zdravi ljudi, hipotisao je da je najlogičnije mesto za dokazivanje postanka prvih ljudi u Aziji u području Kaspijskog mora.

### Važnost za modernu biologiju
Čarls Darvin je u svojoj preliminarnoj skici dodanoj trećem izdanju Porekla vrsta napisao: „Prelazim preko... Bifona, s čijim spisima nisam upoznat”. Potom, od četvrtog izdanja na dalje, izmenjuje tekst dodavši: „prvi autor modernog vremena koji se bavio (evolucijom] u naučnom duhu bio je Bifon. Ali pošto su se njegovi stavovi znatno razlikovali u različitim razdobljima, a on se nikad nije bavio uzrocima i svrhom transformacije vrsta, ne osećam potrebu da ulazim u detalje”. Bifonov rad na degeneraciji je, međutim, imao ogroman uticaj na kasnije naučnike, ali je bio zasenjen jakim moralnim implikacijama.
Prema Ernstu Majru, glavni paradoks Bifona bio je da:
On nije bio evolucioni biolog, iako je bio otac evolucionizma. Bio je prva osoba koja je raspravljala o velikom broju evolucijskih problema, problema koje niko nije postavio pre njega… a on na njih skrenu pažnju naučne zajednice.
 Osim Aristotela i Darvina, ni jedan drugi istraživač živih bića [kako životinjskih tako i biljnih] nije imao tako dalekosežan uticaj.
 Doneo je ideju o evoluciji u carstvo nauke. Razvio je koncept „jedinice tipa”, prekurzora komparativne anatomije. Više od bilo koga drugog, odgovoran je za prihvaćanje ideje o dugim vremenskim razdobljima u istoriji Zemlje. Bio je jedan od prvih koji je implicirao nasleđivanje karaktera od roditelja u opisu utemeljenom na sličnostima između slonova i mamuta. Ipak, on se protivi evoluciji svojim čestim naglašavanjem nepromenjivosti vrsta. Razvio je kriterijum vrste i plodnosti unutar pripadnika iste vrste, za koje se smatralo da je nemoguća među pripadnicima različitih vrsta.

## Referece
1. 1 2 3  Мишић, Милан, ур. (2005). Енциклопедија Британика. А-Б. Београд: Народна књига : Политика. стр. 195. ISBN 86-331-2075-5.
2. ↑  Farber, Paul. 2000. Finding Order in Nature. Baltimore: Johns Hopkins University Press. str. 14.
3. 1 2 3  Mayr, Ernst 1981. The Growth of Biological Thought. Cambridge: Harvard. str. 330.
4. ↑  Fellows, Otis E. and Stephen F. Milliken 1972. Buffon. New York: Twayne. pp. 149–54
5. ↑  „Book of Members, 1780–2010: Chapter B” (PDF). American Academy of Arts and Sciences. Приступљено 28. 7. 2014.
6. ↑  Buffon, Georges Louis Leclerc, Comte de", Encyclopedia of Life Sciences. Biographies Plus Illustrated, H.W. Wilson Company, 2001. vnweb.hwwilsonweb.com (Accessed 26. decembra 2005)
7. ↑  Roger, Jacques 1989. Buffon: un philosophe au Jardin du Roi Paris: Fayard. str. 434. – 435.
8. ↑  Cloyd E.L. 1972. James Burnett, Lord Monboddo (Oxford: Clarendon Press.)
9. ↑  Bryson, Bill 2004. A Short History of Nearly Everything. New York: Broadway Books. str. 81.
10. ↑  L’Histoire Naturelle, générale et particulière, avec la description du Cabinet du Roi
11. ↑  Jean Stengers 1974. "Buffon et la Sorbonne" in Études sur le XVIIIe siècle, ed. Roland Mortier and Hervé Hasquin. Brussels: Université de Bruxelles. str. 113.–124.
12. 1 2  Marvin Harris, The Rise of Anthropological Theory: A History of Theories of Culture, 2001, str. 84.
13. ↑  Harris, Rise of Anthropological Theory, 2001, str. 86.
14. ↑  Human Evolution: a guide to the debates, Brian Regal, str. 72.
15. ↑  Darwin, Charles 1861. On the Origin of Species, An historical sketch: 3rd edition. xiii. 4th edition of 1866 xiii.
16. ↑  Mason, P.H. (2010) Degeneracy at multiple levels of complexity, Biological Theory: Integrating Development, Evolution and Cognition, 5(3), 277-288.

## Nedavna izdanja
Buffon, Œuvres, ed. S. Schmitt and C. Crémière, Paris: Gallimard, 2007.
Kompletni radovi
- Vol 1. Histoire naturelle, générale et particulière, avec la description du Cabinet du Roy. Tome I. Texte établi, introduit et annoté par Stéphane Schmitt avec la collaboration de Cédric Crémière, Paris: Honoré Champion, 2007, 1376 p. 1749.  978-2-7453-1601-1.
- Vol 2. Histoire naturelle, générale et particulière avec la participation du Cabinet du Roy. Tome II. Texte établi, introduit et annoté par Stéphane Schmitt, avec la collaboration de Cédric Crémière, Paris: Honoré Champion, 2008, 808 p.  978-2-7453-1729-2.
- Vol 3. Histoire naturelle, générale et particulière, avec la description du Cabinet du Roy. Texte établi, introduit et annoté par Stéphane Schmitt avec la collaboration de Cédric Crémière. Tome III (1749), Paris: Honoré Champion, 2009, 776 p.  978-2-7453-1730-8.
- Vol 4. Histoire naturelle, générale et particulière, avec la description du Cabinet du Roi. Texte établi, introduit et annoté par Stéphane Schmitt avec la collaboration de Cédric Crémière. Tome IV (1753), Paris: Honoré Champion, 2010. 1 vol., 864 p.  978-2-7453-1928-9.
- Vol 5. Histoire naturelle, générale et particulière, avec la description du Cabinet du Roi. Texte établi, introduit et annoté par Stéphane Schmitt avec la collaboration de Cédric Crémière. Tome V (1755), Paris: Honoré Champion, 2010. 1 vol., 536 p.  978-2-7453-2057-5.
- Vol 6. Histoire naturelle, générale et particulière, avec la description du Cabinet du Roi. Texte établi, introduit et annoté par Stéphane Schmitt avec la collaboration de Cédric Crémière. Tome VI (1756), Paris: Honoré Champion, 2011. 1 vol., 504 p.  978-2-7453-2150-3.
- Vol. 7. Histoire naturelle, générale et particulière, avec la description du Cabinet du Roi. Texte établi, introduit et annoté par Stéphane Schmitt avec la collaboration de Cédric Crémière. Tome VII (1758), Paris: Honoré Champion, 2011. 1 vol., 544 p.  978-2-7453-2239-5.
- Vol. 8. Histoire naturelle, générale et particulière, avec la description du Cabinet du Roi. Texte établi, introduit et annoté par Stéphane Schmitt avec la collaboration de Cédric Crémière. Tome VIII (1760), Paris: Honoré Champion, 2014, 640 p.  978-2-7453-2615-7.
- Vol. 9. Histoire naturelle, générale et particulière, avec la description du Cabinet du Roi. Texte établi, introduit et annoté par Stéphane Schmitt avec la collaboration de Cédric Crémière. Tome IX (1761), Paris: Honoré Champion, 2016, 720 p.  978-2-7453-2994-3.
- Vol. 10. Histoire naturelle, générale et particulière, avec la description du Cabinet du Roi. Texte établi, introduit et annoté par Stéphane Schmitt avec la collaboration de Cédric Crémière. Tome X (1763), Paris: Honoré Champion, 2017, 814 p.  978-2-7453-3456-5.
- Vol. 11. Histoire naturelle, générale et particulière, avec la description du Cabinet du Roi. Texte établi, introduit et annoté par Stéphane Schmitt avec la collaboration de Cédric Crémière. Tome XI (1764), Paris: Honoré Champion, 2018, 724 p.  978-2-7453-4730-5.
- Vol. 12. Histoire naturelle, générale et particulière, avec la description du Cabinet du Roi. Texte établi, introduit et annoté par Stéphane Schmitt avec la collaboration de Cédric Crémière. Tome XII (1764), Paris: Honoré Champion, 2018, 810 p.  978-2-7453-4732-9.

## Spoljašnje veze
- : L'histoire naturelle

- O'Connor, John J.; Robertson, Edmund F. „Žorž Luj Lekler de Bifon”. MacTutor History of Mathematics archive. University of St Andrews.
- „Dissertation sur les couleurs accidentelles” (PDF). Mémoire de l'Académie royale des sciences —- Année 1743: 147—158. 1746. Архивирано из оригинала (PDF) 14. 6. 2015. г.